# Пелова летећа веверица
Пелова летећа веверица (лат. Anomalurus pelii) је врста глодара из породице афричке летеће веверице (Anomaluridae). 

## Распрострањење
Ареал врсте покрива мањи број држава. 
Присутна је у следећим државама: Обала Слоноваче, Гана, и Либерија.

## Станиште
Станиште врсте су тропске шуме.

## Угроженост
Подаци о распрострањености ове врсте су недовољни.